# На западния фронт нищо ново (филм, 2022)
„На западния фронт нищо ново“ (на немски: Im Westen nichts Neues) е епична анти-военна драма от 2022 г., базиран на едноименния роман от Ерих Мария Ремарк през 1929 г. Режисьор е Едвард Бергер, и участват Феликс Камерер, Албрехт Шуч, Даниел Брюл, Себастиан Хюлк, Аарон Хилмер, Един Хасанович и Девид Щрисов.
Сюжета на филма се развива по време на Първата световна война и се разказва за младия немски войник Паул Боймер.
Премиерата на филма се състои в международния филмов фестивал в Торонто на 12 септември 2022 г., а след това е пуснат в стрийминг платформата Netflix на 28 октомври 2022 г. Филмът получава 14 номинации БАФТА (от които печели седем, включително за най-добър филм) и 9 номинации „Оскар“, включително за най-добър филм, сценарий и чуждоезичен филм.